# Метида
Мѐтида в древногръцката митология е океанида, богиня на разума.
Тя е дъщеря на титана Океан. След като Кронос поглъща братята и сестрите на Зевс (сред които е и Посейдон), Метида му предлага напитка, която да предизвика повръщане. Тя е първата жена на Зевс. Според предсказание на Уран и Гея, тя щяла да роди две деца – дъщеря, която няма да отстъпва по мъдрост на баща си и син, който ще бъде толкова могъщ, че впоследствие ще лиши баща си от власт. Страхувайки се от това, Зевс погълнал забременялата си съпруга. След това от главата му се родила мъдрата и непобедима Атина.
В мита за Метида и Зевс се отразява представата за мъдростта като съчетание от стихйното женско и мъжкото начало. Атина сякаш не е дъщеря непосредствено на Метида, а е преимуществено дъщеря на Зевс: в нея се съчетават силата на баща ѝ и мъдростта на майка ѝ.